# NGC 4941
NGC 4941 ist eine Balken-Spiralgalaxie mit aktivem Galaxienkern vom Hubble-Typ SBab im Sternbild Jungfrau auf der Ekliptik. Sie ist rund 46 Millionen Lichtjahre von der Milchstraße entfernt und hat einen Durchmesser von etwa 60.000 Lichtjahren.

Im selben Himmelsareal befindet sich u. a. die Galaxie NGC 4951.
Das Objekt wurde am 24. April 1784 von William Herschel entdeckt.